# 張玉華
張玉華（1979年12月25日—） 
，新加坡女歌手、演員以及模特兒，2009年已移居加拿大多伦多。
2012年结婚並以歌手身份活跃于加拿大，2021年11月21日證實結束九年婚姻。

## 生平

### 模特兒時期
張玉華在14歲開始便開始出現在各大雜誌封面Her World、Vogue、Elle、Citta Bella、FHM等，也為國際各大品牌走秀，為新加坡炙手可熱的模特兒，更被新加坡媒體票選為新加坡最性感的女人，第一名模。張玉華以她具備的 "5'S's" 條件——「陽光」（Sunshine）、「甜美」（Sweet）、「笑容」（Smile）、「性感」（Sexy）和「歌喉」（Song），被各雜誌評選為獅城第一美女。

### 演員
張玉華成為新加坡優頻道旗下演員演出了許多的戲劇，在2000年在新加坡演出電影《愛的季節》（Stories About Love）也唱了該電影主題曲。2001年演出喜劇《花田喜事》片中不顧形象搞笑的女主角，使他深受新加坡人喜愛。後來出演了港劇《百分百感覺》以及台灣偶像劇《升空高飛》陸陸續續的作品等。

### 歌手
張玉華在美國曾組過Malcom McLaren所製作之女子樂團 "Jungk"，更在新加坡國慶日演唱 "Stand Up for Singapore"，為環保演唱過 "Earth Song"，也為自己主演之電影《愛的季節》演唱主題曲 "Sorry, My love"，為自己主演的《如何對你說》演唱〈距離〉，更曾為當年新加坡 "Yes 933 Pop Charts" 榜上第一名歌曲。

## 演出作品

### 電視劇
| 電視劇作品 2021年 Titans - Lady Vic(加拿大) 2019年 The Umbrella Academy - Man on the Moon(加拿大) 2017年 大褲衩(加拿大) 2017年 The Shadow Man(加拿大) 2010年 愛情折扣(新加坡) 2010年 想握你的手(新加坡) 2009年 Red Thread(新加坡) 2008年 叮噹神探(新加坡) 2006年 愛上小男人(台灣) 2004-2005年 零樓 (新加坡) 2004年 小魚兒與花無缺 (大陸) 2004年 升空高飛 (台灣) 2003年 天倫 (新加坡/中國) 2001年 花田喜事 (中國) 2002年 百分百感覺 2 (香港) 2002年 百分百感覺 1 (香港) 2001年 如何對你說 (新加坡) 2000年 Stories of Love (新加坡) |

### 電影
| 電影作品 2021年 Moore's Void (加拿大) 2019年 Stealing School (加拿大)(配音) 2007年 杜鵑花開(大陸) 2002年 愛的季節 Stories of Love (新加坡) |

## 音樂專輯
| 隱藏心痛的笑容 單曲（2022年） 紅蘭花 單曲(2021年12月7日) 選擇 單曲(2019年10月18日) Masterpiece 單曲(2019年) I Got Him 單曲(2018年) 小小幸福 (2006年) 雪花飄 新歌+精選 (2004年) 張玉華同名專輯 (2002年) 屬於自己 (2001年新加坡發行，2002年台灣發行) |

## 外部連結
- 張玉華Facebook粉絲專頁 （页面存档备份，存于）
- 張玉華的Instagram帳戶